# Ägyptische Basketballnationalmannschaft der Damen
Die ägyptische Basketballnationalmannschaft der Damen ist die Auswahl ägyptischer Basketballspielerinnen, welche die Egyptian Basketball Federation auf internationaler Ebene, beispielsweise in Freundschaftsspielen gegen die Auswahlmannschaften anderer nationaler Verbände, aber auch bei internationalen Wettbewerben repräsentiert. Größter Erfolg waren die Titelgewinne bei den beiden ersten Afrikameisterschaften 1966 und 1968. 1934 trat der nationale Verband dem Weltverband Fédération Internationale de Basketball (FIBA) bei. Im Juni 2014 wurde die Mannschaft auf dem 69. Platz der Weltrangliste der Frauen geführt.

## Internationale Wettbewerbe

### Ägypten bei Weltmeisterschaften
Die Mannschaft konnte sich bisher nicht für eine Weltmeisterschaft qualifizieren.

### Ägypten bei Olympischen Spielen
Bisher gelang es der Mannschaft nicht, sich für die olympischen Basketballwettbewerbe zu qualifizieren.

### Ägypten bei Afrikameisterschaften
Die Mannschaft kann bisher neun Teilnahmen an der Afrikameisterschaft vorweisen:
| - 1966: Afrikameister - 1968: Afrikameister - 1970: 2. Platz - 1974: 3. Platz - 1977: 2. Platz - 1979: nicht qualifiziert - 1981: nicht qualifiziert - 1983: nicht qualifiziert - 1984: 6. Platz - 1986: nicht qualifiziert - 1990: 7. Platz | - 1993: nicht qualifiziert - 1994: nicht qualifiziert - 1997: nicht qualifiziert - 2000: 7. Platz - 2003: nicht qualifiziert - 2005: nicht qualifiziert - 2007: nicht qualifiziert - 2009: nicht qualifiziert - 2011: nicht qualifiziert - 2013: 8. Platz |

### Ägypten bei den Afrikaspielen
Die Damen-Basketballnationalmannschaft Ägyptens nahm insgesamt viermal an den Wettbewerben der Afrikaspiele teil. Bei den Wettbewerben der Jahre 1965, 1973 und 1995 gewann die Mannschaft jeweils die Bronzemedaille, außerdem nahm das Nationalteam 1991 an den Spielen teil.